# Contracaecum ochotense
Contracaecum ochotense är en rundmaskart. Contracaecum ochotense ingår i släktet Contracaecum och familjen Anisakidae. Inga underarter finns listade i Catalogue of Life.